# Le Point
Le Point – francuski tygodnik założony w 1972 roku przez byłych dziennikarzy tygodnika L’Express, którzy odeszli z redakcji czasopisma po tym jak Jean-Jacques Servan-Schreiber objął funkcję przewodniczącego Socjalistycznej Partii Radykalnej. Siedziba dziennika mieści się w Paryżu.
Redaktorem naczelnym tygodnika jest Sébastien Le Fol. Czasopismo należy do grupy PPR, której właścicielem jest francuski miliarder, François Pinault. 
W 2009 roku średni nakład tygodnika wyniósł 431 829 egzemplarzy.